# Campionati del mondo di ciclismo su pista 1986
I Campionati del mondo di ciclismo su pista 1986 si svolsero a Colorado Springs, negli Stati Uniti.

## Medagliere
| Posiz. | Nazione          | Oro | Argento | Bronzo | Totale |
| ------ | ---------------- | --- | ------- | ------ | ------ |
| 1      | Germania Est     | 3   | 3       | 2      | 8      |
| 2      | Italia           | 2   | 1       | 3      | 6      |
| 3      | Cecoslovacchia   | 2   | 0       | 0      | 2      |
| 4      | Unione Sovietica | 1   | 2       | 1      | 4      |
| 5      | Belgio           | 1   | 2       | 0      | 3      |
| 6      | Danimarca        | 1   | 1       | 1      | 3      |
| 6      | Giappone         | 1   | 1       | 1      | 3      |
| 8      | Svizzera         | 1   | 0       | 2      | 3      |
| 9      | Francia          | 1   | 0       | 0      | 1      |
| 9      | Regno Unito      | 1   | 0       | 0      | 1      |
| 11     | Stati Uniti      | 0   | 2       | 2      | 4      |
| 12     | Australia        | 0   | 1       | 1      | 2      |
| 13     | Germania Ovest   | 0   | 1       | 0      | 1      |
| 14     | Austria          | 0   | 0       | 1      | 1      |
|        | Totale           | 14  | 14      | 14     | 42     |